# 林建明
林建明（英語：Meg Lam Kin Ming Victoria，1954年10月2日—），香港女演員、主持人、社會工作者。她出身自邵氏電影公司第一期訓練班，1973年因當選麗的電視沙灘小姐選舉冠軍而出道入行，故有「沙姐明」之稱，後獲尊稱為「大姐明」。 林建明為前麗的電視、無綫電視及亞洲電視女藝員，經常參與香港綜藝節目，也是香港其中一名金牌司儀。2004年，林建明所患的混合焦慮抑鬱症康復後，創辦心晴行動慈善基金並擔任該基金信託人，以幫助社會上患有情緒病的有需要人士。

## 背景

### 早年生活
林建明祖籍廣東新会外海，1954年10月2日生於江門市，6歲時隨家人來港。她在6歲前一直在江門市新會區雙水鎮的田心村生活，家有3姊1兄，而父親從事水貨活動。林建明在港初年隨母親與1兄1姊暫居外公位於九龍土瓜灣的家，繼而租住土瓜灣街市一帶的舊樓。一次母親帶她到姨姨位於灣仔日街的寓所遊玩，因林建明不想返家，自此被安排與姨姨同住，並在該處成長。她其後畢業於聖公會聖雅各小學（與香港電影監製、藝能娛樂（國際）及藝能影業創辦人張國忠為同學），中學就讀同濟中學。獨自赴蘭杜街幼稚園上學期間，她曾遇到交通意外，被一架雙層巴士撞倒，以致腳部受傷，花了半年時間治療才痊癒。到了小學階段，林建明初小的成績一直名列前茅，惟小學畢業時一度失去升學念頭，加上不懂得報讀津貼中學，家人又未能供她讀書至中學畢業，最終她以半工讀方式（從事摺紙袋、工廠工人、假髮製作、除臭產品推銷等兼職工作）入讀同濟中學。因受到老師影響，她曾有意當教師。正就讀中三時期，即1971年亦曾報考第1期無綫電視藝員訓練班。

### 演藝發展
報考無綫電視藝員訓練班不遂數個月後，林建明成功考入邵氏電影公司第一期訓練班，與黃元申、傅聲、李修賢、米雪（因學業問題而延遲至1974年畢業）等人為同學，為期一年，同期開始在電影如《十四女英豪》中飾演特約演員。而其對演藝事業的興趣始於收看電視，希望成為藝人一般並成眾人的焦點。1972年至1973年，林建明與同期訓練班的女同學未獲邵氏公司簽約為演員。由是她在外報讀由文麗賢舉辦的模特兒課程，也得到宗維賡的介紹接拍廣告及參與模特兒演出，但最後因人事與工作問題而放棄模特兒工作。1973年，林建明參加麗的電視主辦的沙灘小姐選舉且取得冠軍，故有「沙姐明」之稱，往後以半職形式加入麗的電視。首部參演的電視劇集為《冬綠》，搭檔為劉松仁。該劇由麥當雄出任助導，林建明並因此而曾與麥當雄交往。與此同時，林建明當時曾拍攝多套電影，大多是一些軟性色情電影，包括在戲中剃光頭的代表作《社女》，片中其中一位主要搭檔正是日後與她於《歡樂今宵》趣劇《蝦仔嗲哋》中合作無間的盧海鵬。當年參演更多電影作品基於麥當雄介紹；與她結緣於《冬綠》的麥氏認為林建明適合出演一些電影角色，所以推薦她予不同的導演兼簽約協利電影公司。
1976年，林建明與麗的電視結束合約關係，應周梁淑怡邀請轉投無綫電視，先參演劇集《狂潮》，1982年拍畢《男子漢》後主力於《歡樂今宵》演出，最著名的是於1983年於《歡樂今宵》的趣劇《蝦仔嗲哋》飾演「大白鯊」一角，令觀眾津津樂道。林建明在《歡樂今宵》也曾飾演角色「林海海」、「記者明」等。據林建明憶述，在《歡樂今宵》時期，林建明與何守信、鄭裕玲、夏雨等藝人特別稔熟，後被台前幕後本以挖苦口吻稱作「大姐」，「大姐明」的外號亦從此而來，其後成為其尊稱。1981年至1982年，林建明曾成立自家電影公司「香港三昇影業」，執導電影《熱浪》。結果礙於眼高手低，未能兼顧出品人、監製、導演、演員等崗位，使她沒有再向幕後之路進發。1989年因無綫電視高層馮美基、吳雨以及劉天賜與她洽談續約問題時不允許她想轉型為節目主持的條件而只局限她繼續出演《歡樂今宵》，林建明選擇放棄續約，而且簽約成為陳自強旗下藝人和為馬來西亞「山水影視製作」公司拍攝錄影帶。然而製作方只召開了宣傳記者會而沒有履行原先訂明林建明會參演一套電視劇的合約條款，林建明便返回香港接受周梁淑怡的邀請，以部頭合約形式重返亞洲電視，代表作有《今日睇真D》等。1993年，林建明曾參與創辦香港演藝人協會。1996年，林建明與汪明荃、鄭裕玲、馮美基、狄波拉、鍾慧冰、施惠珍及查小欣成立女性民間組織及慈善團體「至八會」。
2001年，林建明為亞洲電視主持節目《明SHOW俾你睇》時，被佈景板擊中頭部後開始出現情緒問題，後經確診證實患上混合焦慮抑鬱症。其情緒病的源頭起自主持《今日睇真D》訪問時，從受訪者處吸收了不少負面能量，加上長期處於高壓的工作環境並需到處奔波，卻一直不懂得處理情緒壓力。2002年，林建明淡出娛樂圈，此後一直接受臨床心理學家專科治療，病況始得改善。2004年，林建明聯同一眾義工成立心晴行動慈善基金並一度擔任基金主席，後出任基金信託人，幫助社會上患上情緒病的有需要人士。林建明為慈善而兩度參演《蝦仔嗲哋》舞台劇，分別於2011年9月20至23日為心晴行動籌款之場次、及2012年12月14至15日為香港影視明星體育協會慈善基金籌款之場次。
及後於2017年10月，林建明參與ViuTV實況節目《熟女在野》，受邀請與一眾久違現身電視節目的熟女們，與三位男主持遊歷香港的世外桃源，渡過兩日一夜，尋找初心，並在晚上camp fire坦誠相對，促膝夜談，探討人生。
2017年11月，久未露面的林建明不斷於多個節目中露面，當各界猜測為復出作準備時，林建明接受訪問直言沒有想過復出，反而有種隨時會離開的感覺，所以現在要做的是安排身後事，身邊有很多朋友突然離世，面對一個又一個的壞消息，要開始為自己打算，亦表示人生每一個階段都在做不同的事，到現在想做的事已經全部做完，可以說沒有任何遺憾。
2018年1月，林建明的享受人生計劃已經起動，每月一遊盡情享樂，接受訪問時透露有一班為數約二十人的「旅遊腳」，大家輪流介紹好去處，出遊首選是一定要新奇，沒有去過的地方才會去，其次是食好、住好可以歎世界，行程不能排得太密，最好可以早睡兼早起；這樣的歎世界之旅，當然不會選早起趕行程的「鴨仔團」，自由行要傷腦筋編行程也非樂事，包團成為必然之選，湊夠八人已經可以成團。她剛去完 Clark（克拉克），四日行程只不過花了幾千元，朋友聽到這個地方名還以為她去了北歐呢，其實這是菲律賓的城市。

## 個人生活
1973年，林建明於麗的電視出道拍攝劇集《冬綠》時，曾與該劇助導麥當雄交往。但這段戀情最終在林建明家人反對下結束。
1993年，林建明與香港電視媒體從業員兼管理層曾展章結婚。

## 軼事
林建明的英文名稱本為Meg，後來改為Victoria。據林建明憶述，這源於她在2003年皇家馬德里訪港時應香港足球總會邀請參與接待餐舞會。為了與當時皇馬主力球員大衛·碧咸打開話匣子並展開交流，她透過大聲呼叫「Hi David Beckham, I am Victoria!」，以套入碧咸妻子維多利亞·碧咸的名字吸引了碧咸注意及回眸一笑。林建明為永遠記住此時此刻，遂使用了其臨床心理學家所指導的「思想轉移法」，將自己的英文名稱也改成Victoria。

## 演出作品
*以下列表只記錄林建明演出過的電視作品，若有遺漏，請協助補充相關資料。

### 電視劇（麗的電視/亞洲電視）
| 首播   | 名稱             | 角色   | 備註 |
| 1973年 | 冬綠             |        |      |
| 1976年 | 十大奇案         |        |      |
| 1989年 | 皇家儷人         | 易希騏 |      |
| 1989年 | 小小大女人       | 屈小小 |      |
| 1992年 | 摩登七十二家房客 |        |      |
| 2000年 | 香港一家人       |        |      |

### 電視劇（無綫電視）
| 首播   | 名稱               | 角色     | 備註             |
| 1976年 | 狂潮               |          |                  |
| 1976年 | 迫上梁山           | 閻婆惜   |                  |
| 1976年 | 七女性之林建明     |          |                  |
| 1977年 | 大報復             | 杜梁凱明 |                  |
| 1977年 | 瑪麗關77           |          |                  |
| 1977年 | 小人物之阿唇的故事 |          |                  |
| 1978年 | 1+1                |          |                  |
| 1978年 | 甜姐兒             | Celine   |                  |
| 1979年 | 三跟四傍           |          |                  |
| 1980年 | 上海灘             | 方豔蕓   |                  |
| 1980年 | 衝擊               | Daisy    |                  |
| 1981年 | 封神榜             | 蘇妲己   |                  |
| 1982年 | 男子漢             | 林婉真   |                  |
| 1982年 | 飛越十八層         | 婉君     |                  |
| 1982年 | 天龍八部           | 康敏     |                  |
| 1982年 | 香城浪子           | 方若萍   |                  |
| 1987年 | 季節               | 胡玉河   | 劇集播映至1989年 |

### 電視劇（其他）
| 首播   | 名稱                                              | 角色   | 備註        |
| 1978年 | 獅子山下：夢的選擇之一歌星 （页面存档备份，存于） | 林美雲 | 香港電台    |
| 2019年 | 仇老爺爺                                          | 老虔婆 | 客串，ViuTV |

### 電影

#### 演員
- 十四女英豪（1972）
- 年輕人（1972） 飾 大學生
- 社女（1975）
- 醒目雙星香港淘金記（1975）
- 盲女奇緣（1975）
- 遊戲人間三百年（1975）飾 葛大根之妻
- 肉蒲團（1975）
- 風流小子（1976）
- 春風吹又生（1976）
- 大懵成（1976）
- 星座奇趣錄（1976）
- 池女（1976）飾 何敏儀
- 出籠（1977）飾 陳淑娟
- 狗咬狗骨（1977）
- 亂龍搏懵（1977）
- 滾女搵老襯（1977）飾 馬安娜
- 串女與人渣（1977）
- 邪牌愛差人（1977）
- 師父教落（1978）飾 香
- 追趕跑跳碰（1978）
- 金鎖匙（1978）
- 肥龍過江（1978）飾 八姐
- 追（1978）
- 漩渦（1978）
- 問你怕未（1978）
- 鬼馬狂潮（1978）
- 老虎田雞（英语：Dirty Tiger, Crazy Frog）（1978）飾 千手觀音
- 馬場風暴（1978）飾 朱國權（董驃飾）女友後太太
- 無名小卒（1979）
- 油脂甲由（1979）
- 盲拳鬼手（1979）
- 圓月彎刀（1979）飾 秦可情
- 灣仔四條女（1979）飾 李紅蘭
- 發圍（1980）
- 不夜城（1980）飾 Angela
- 通天老虎（1980）
- 甩牙老虎（1980）
- 阿福與土佬（1980）
- 爛命一條（1980）
- 破戒大師（1980）
- 邪鬥串（1980）飾 Nancy
- 傳奇人物（1981）
- 阿燦出千（1981）
- 摩登大食懶（1981）
- 熱浪（1982）飾 Joe
- 色慾狂魔（1983）
- 上海灘（1983）
- 小生作反（1983）飾 的士司機
- 好彩撞到你（1984）飾 節目主持
- 花心蘿蔔（1984）
- 三十處男（1984）飾 警員
- 多情種（1984）
- 天使出更（1985）飾 Linda
- 歡場（1985）飾 Queen Elizabeth
- 富貴列車（1986）
- 意亂情迷（1987）飾 Anna
- 點指賊賊 （1988） 飾 麥
- 過埠新娘（1988）飾 美國移民官員
- 猛鬼學堂（1988）飾 女殭屍
- 南北媽打（1988）飾 試鏡演員
- 神探父子兵（1988）飾 大白鯊
- 繼續跳舞（1988）飾 凌麗蘿
- 三對鴛鴦一張床（1988）
- 第一繭（1989）飾 女囚5354
- 再見王老五（1989）
- 最佳男朋友（1989）飾 賢淑
- 返老還童（1989）
- Bloodfight（1989）
- 無名家族（1990） 飾 明
- 猛鬼霸王花（1990）飾 斯淫高娃
- 祝福（1990）飾 Vivian
- 千年女妖（1990）飾 明
- 痴狼劫（1990）
- 香港舞男（1990) 飾 明
- 豪門夜宴（1991）
- 志在出位（1991）飾 麗
- 大靈通（1992）
- 嘩！英雄（1992）飾 元德華之細媽
- 一本漫畫闖天涯Ⅱ（1993）飾 寶玲
- 花月危情（1994）
- 救世神棍（1995）
- 歡樂時光（1995) 飾 城市睇真 DD 主持
- 基佬40（1997）飾 十姑姐
- 愛上100%英雄（1997）飾 蟹美人
- 大踢爆（2000）

### 幕後製作
- 熱浪（1982，導演、監製）

### 節目主持/演出

#### 麗的電視 / 亞洲電視
- 麗聲之夜（1974-1975）
- 麗視滿香江（1975）
- 得心應手
- 開心二人組
- 香港蠱惑檔案（1990）
- 開心繼續笑（1990）
- 乜都有系列：香港乜都有、上海乜都有、新加坡乜都有、泰國乜都有（1991-1993）
- 今日睇真D（1994-2000）
- 星空下的傾情（1996-1997）
- 亞視台慶獻禮之台慶頒獎典禮（1998）
- 台慶ATV頒獎典禮（1999）
- 明SHOW俾你睇（2001）
- 各出奇謀（2002）

#### 無綫電視
- 歡樂今宵（1976-1988）
- 古怪人生（1986）
- 星星同學會（2009；第22集）
- 我愛香港（2016）
- 思家大戰（2022，第23集）

#### 奇妙電視
- 我老友係明星（2018）

#### ViuTV
- 熟女在野（2017）
- 林盧去追星（2019）[13]

### 電台節目
- XO三女將（新城電台）
- 各領風騷（香港電台）

### 舞台演出
- 蝦仔爹哋音樂舞台劇（2011年9月20至23日，灣仔伊利沙伯體育館）
- 蝦仔爹哋音樂舞台劇II（2012年12月14至15日，九龍灣國際展貿中心EMax匯星）

## 廣告代言
- 1987年：《Sunkist 新奇士鮮檸凍飲》 （页面存档备份，存于）
- 1988年：《Sunkist 新奇士鮮檸熱飲》 （页面存档备份，存于）
- 1988年：《Ricola 利口樂香草薄荷糖》 （页面存档备份，存于）（石堅、喬宏、林建明）
- 2013年：《加美事》 （页面存档备份，存于）

## 外部連結
- 林建明的Facebook專頁
- 林建明的新浪微博
- 林建明在香港影庫上的簡介
- 林建明在互联网电影资料库（IMDb）上的資料（英文）
- 林建明在豆瓣上的资料（简体中文）
- 林建明在时光网上的簡介（简体中文）
- 香港電台第一台「守下留情」林建明訪問（1），2022年10月24日
- 香港電台第一台「守下留情」林建明訪問（2），2022年10月25日
- 香港電台第一台「守下留情」林建明訪問（3），2022年10月26日
- 香港電台第一台「守下留情」林建明訪問（4），2022年10月31日
- 香港電台第一台「守下留情」林建明訪問（5），2022年11月1日
- 香港電台第一台「守下留情」林建明訪問（6），2022年11月7日